# Jupiter (entreprise)
Pour les articles homonymes, voir Jupiter.
 (octobre 2019).
Si vous disposez d'ouvrages ou d'articles de référence ou si vous connaissez des sites web de qualité traitant du thème abordé ici, merci de compléter l'article en donnant les références utiles à sa vérifiabilité et en les liant à la section « Notes et références ».
Jupiter Corporation  est une société japonaise de développement de jeux vidéo, notamment connue pour The World Ends with You. La société est située à Kyoto et possède des bureaux à Tokyo.

## Jeux développés

### Super NES
- Mario's Super Picross
- Picross NP

### Game Boy
- J-League Big Wave Soccer
- Mario's Picross
- Picross 2
- Pocket Kyoro-chan
- Game Boy Camera
- Nippon Daihyou Team: Eikou no Eleven

### Game Boy Color
- Dangun Racer
- Pokémon Pinball
- Sakura Taisen GB
- Sakura Taisen GB2
- Super Robot Pinball
- Silver

### Game Boy Advance
- Animal Mania
- Disney Sports Motocross
- Disney's Party
- Kingdom Hearts: Chain of Memories
- Pokémon Pinball: Ruby & Sapphire
- Sonic Pinball Party
- Wagamama Fairy: Mirumo de Pon! Ougon Maracas no Densetsu

### Nintendo DS
- Spectrobes
- Picross DS
- The World Ends With You (en collaboration avec Square Enix)
- Méthode Mathématiques du Professeur Kageyama
- Spectrobes : les Portes de la galaxie

### Pokémon Mini
- Pokémon Pinball mini
- Pokémon Puzzle Collection
- Pokémon Puzzle Collection vol. 2
- Pokémon Race mini
- Togepi's Great Adventure
- Pokémon Breeder mini

### Nintendo 3DS
- Picross e (eShop)
- Picross e2 (eShop)
- Picross e3 (eShop)
- Picross e4 (eShop)
- Picross e5 (eShop)
- Picross e6 (eShop)
- Picross e7 (eShop)
- Picross e8 (eShop)
- Picross e9 (eShop)
- Pokémon Picross (eShop)
- My Nintendo Picross - The Legend of Zelda: Twilight Princess (récompense My Nintendo)

### Nintendo Switch
- Picross S
- Picross S2
- Picross S3
- Picross S4
- Picross S5
- Picross S6
- Picross S7
- Picross S8
- PICROSS X: PICBITS VS. UZBOROSS
- Kemono Friends Picross
- Picross Lord Of The Nazarick
- Picross S MEGA DRIVE & MARKⅢ edition
- Working Zombies
- Picross S Namco Legendary Edition

### PlayStation 2
- Kingdom Hearts: Chain of Memories